# 美麗公主
《美麗公主》（義大利語：La Bella Principessa）是一幅疑似由達文西所作的肖像畫。畫像高33厘米、闊23厘米，以粉筆和油墨畫成，左上角殘留一個懷疑屬於達文西的指紋。畫像1998年只以19,000美元成交，如果該畫真屬達文西作品，估計將升值至1.6億美元。
據英國牛津大學藝術歷史學院名譽教授马丁·坎普推斷，畫中少女應是米蘭公爵盧多維科·斯福爾扎的女兒比安卡·斯福爾扎。
2015年11月底，艺术品造假者肖恩·格林哈尔在他出版的新书中声称，《美丽公主》并不是达芬奇的作品，而是他在1978年伪造的作品，画中人是他在超市打工时的同事。